# آب‌راهه والنس

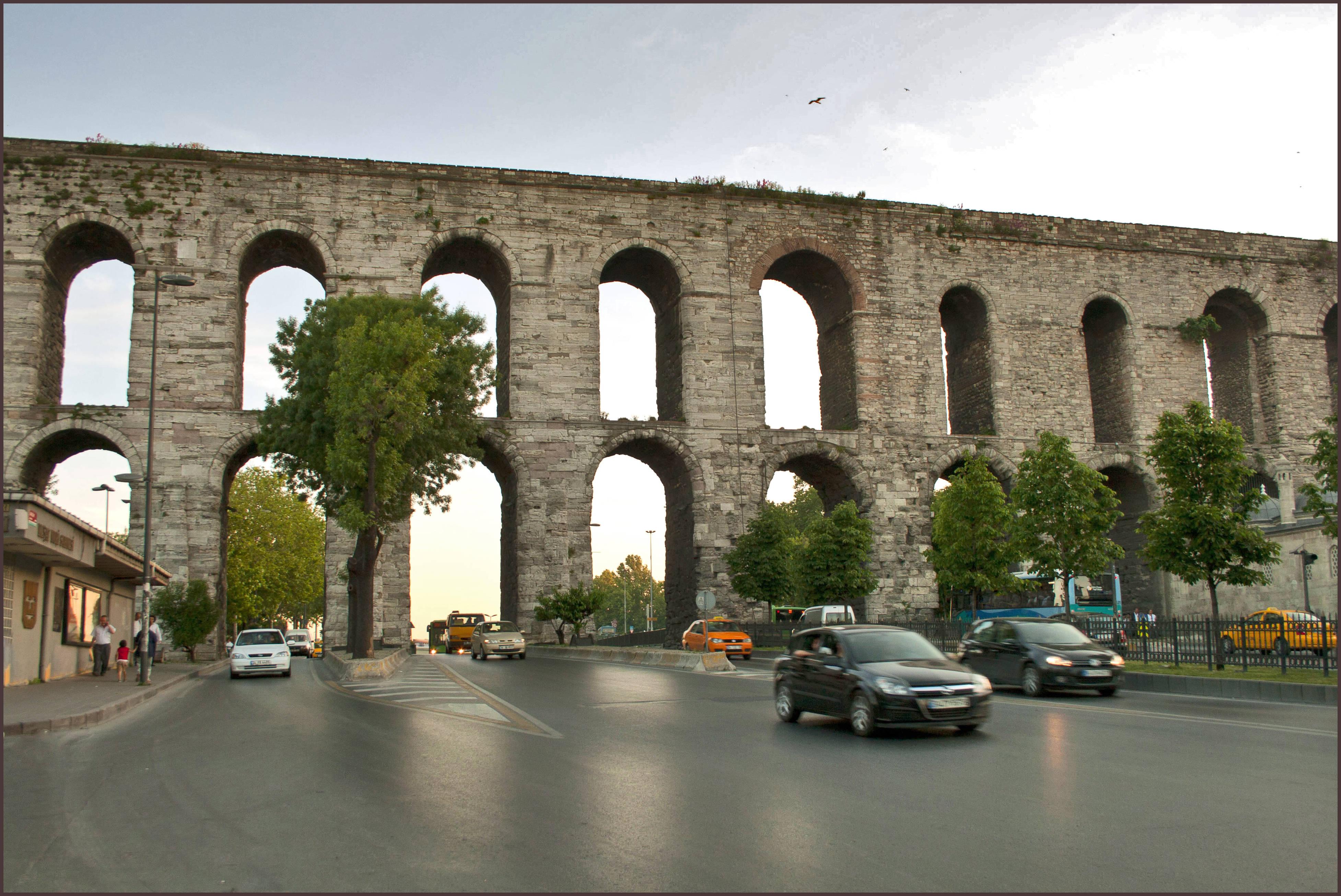
بخشی از آب‌راهه والنس در استانبول

آب‌راهه والنس (به انگلیسی: Valens Aqueduct) یک آب‌راهه رومی است که یک سیستم آب‌رسانی عمده برای پایتخت روم شرقی، قسطنطنیه (در استانبول امروزی در ترکیه) بوده‌است. این آبراهه در اواخر قرن چهارم میلادی توسط والنس امپراتور روم به اتمام رسید. بیزانسی‌ها و پس از آنها، عثمانی‌ها از این آبراهه نگهداری و استفاده می‌کردند که هنوز هم یکی از مهم‌ترین جاذبه‌های شهر محسوب می‌شود.